# Dicranoloma capillifolioides
Dicranoloma capillifolioides är en bladmossart som beskrevs av Brotherus in Skottsberg 1924. Dicranoloma capillifolioides ingår i släktet Dicranoloma och familjen Dicranaceae. Inga underarter finns listade i Catalogue of Life.